# Østrig-Ungarns udenrigsministerium
Det Østrig–ungarske udenrigsministerium blev oprettet i 1720, da kejser Kejser Karl 6. oprettede et fælles udenrigsministerium for sine østrigske arvelande.
I slutningen af 1918 blev Østrig-Ungarn opdelt i en række nationalstater, der fik hvert sit udenrigsministerium. Det habsburgske monarkis fælles ministerium i Wien blev nedlagt.

## Habsburgske Arvelande 1720 – 1804
I denne periode var de tyskprægede dele af monarkiet en del af det tysk-romerske rige, mens de ungarske og slaviske dele af arvelandene stod udenfor. 
I midten og slutningen af det 18. århundrede var Østrigs udenrigspolitik præget af en række krige: Polske Arvefølgekrig (1733-1735), Den russisk-østrigske tyrkerkrig (1736–1739), Den østrigske arvefølgekrig (1740–1748), Første Schlesiske Krig (1740 – 1742), Anden Schlesiske Krig (1744 – 1745), Syvårskrigen (1756–1763), Den russisk-tyrkiske krig (1787-1792) samt af Revolutionskrigene (1792 – 1803).
Wenzel Anton von Kaunitz var udenrigsminister i 1753 – 1792. I de første 17 år af sin embedsperiode arbejdede han tæt sammen med kejserinde Maria Theresia af Østrig. Under hendes sønner blev hans indflydelse formindsket.
Franz Maria von Thugut var udenrigsminister i 1793 – 1800. Under Revolutionskrigene spillede han en ledende rolle i den første koalition mod Frankrig. Han afslog to fordelagtige fredstilbud fra general Napoléon Bonaparte, der var den franske øverst kommanderede i Italien. Nederlaget stod klart ved Freden i Leoben i april 1797, og det blev beseglet ved Freden i Campo Formio i oktober 1797.
Østrig måtte give afkald på sine rettigheder i Østrigske Nederlande (nu Belgien) og på Korfu og andre græske øer. Østrig måtte også anerkende, at de tyske områder vest for Rhinen blev afstået til Frankrig. 
Mest katastrofalt, så mistede Østrig sin indflydelse i Italien. Lombardiet blev afstået, og Norditalien blev omdannet til franske lydstater. Østrig fik kun lov til at beholde Venezia.
Franz Maria von Thugut tog personligt ansvaret for nederlaget. Han trådte tilbage som udenrigsminister i år 1800.

## Kejserriget Østrig 1804 – 1867
Fyrst Klemens Wenzel von Metternich var udenrigsminister i 39 af de 63 år, hvor kejserriget Østrig eksisterede i sin oprindelige form. 
Fyrst Metternich blev udenrigsminister i 1809. Det var under Napoleonskrigene. I begyndelsen samarbejde han med Napoleon 1. af Frankrig, men han blev hurtigt Napoleons modstander.
Fyrst Metternich ledede Wienerkongressen i 1814–1815. Kongressen grundlagde fyrst Metternichs ry som Europas stærke mand. ’’System Metternich’’ gjorde Østrig til Europas centrale magt. Efter den franske julirevolution i 1830 begyndte Fyrst Metternichs magt at smuldre.
Revolutionerne i 1848 fejede ’’System Metternich’’ væk. Metternich blev afsat under Martsrevolutionen i 1848, hvorefter den tidligere statskansler og udenrigsminister måtte gå i landflygtighed.
Under Wienerkongressen i 1814–1815 havde Kejserriget Østrig genvundet sin stilling som den dominerede magt i Tyskland og Italien. Efter 1848 smuldrede denne magtstilling.
Italiens samling blev gennemført ved Første Italienske Uafhængighedskrig (1848–1849), Anden Italienske Uafhængighedskrig (1859) og Tredje Italienske Uafhængighedskrig (1866).
I Tyskland gjorde Wienerkongressen og den tyske forbundsakt af 8. juni 1815 Kejserriget Østrig til den ledende magt i det tyske forbund.
Krigene mod Danmark (Treårskrigen i 1848 – 1850 og den 2. Slesvigske Krig i 1864) styrkede Preussen på bekostning af Østrig.
Den preussisk-østrigske krig i 1866 smeltede sammen med Tredje Italienske Uafhængighedskrig.
Østrig tabte krigen, hvorefter Preussen nåede sine mål ved Pragfreden. I Tyskland måtte Østrig acceptere, at det tyske forbund blev opløst, og de øvrige tyske stater blev afhængige af Preussen. Dette banede vejen for, at Det Tyske Kejserrige blev oprettet i 1871. 
Ved freden i Wien i oktober 1866 måtte Østrig acceptere Kongeriget Italien (proklameret i 1861) som den nye stormagt mod syd.

## Østrig-Ungarn 1867 – 1918
Efter freden i Prag i 1866 krævede Ungarn uafhængighed. I 1867 sluttedes Det Østrig-ungarske kompromis, hvor de to lande fik selvstyre i indre anliggender, mens de stadig havde fælles statsoverhoveder samt fælles udenrigs- og krigsministre. Derefter havde Ungarn og Østrig hver sin regering under ledelse af hver sin ministerpræsident. 
Leopold Berchtold var kejserlig og kongelig udenrigsminister i 1912 – 1915. Han var kendt for en anti-serbisk politik og for en kritisk holdning overfor Rusland. 
Mordet i Sarajevo den 28. juni 1914 udløste Julikrisen. Leopold Berchtolds stejle holdning overfor Serbien var med til at udløse 1. verdenskrig, der startede den 1. august 1914.
Da Østrig-Ungarn var blandt krigens tabere, blev dobbeltmonarkiet opløst i slutningen af 1918.